# Ackworth (Iowa)
Ackworth es una ciudad situada en el condado de condado de Warren, Iowa, Estados Unidos. Tiene una población estimada, a mediados de 2021, de 119 habitantes.

## Demografía

### Censo de 2020
Según el censo de 2020, en ese momento había 115 personas residiendo en la localidad. La densidad de población era de 80.42 hab./km². Había 45 viviendas, lo que representaba una densidad de 31/km². El 95.65% de los habitantes eran blancos, el 2.61% eran de otras razas y el 1.74% eran de una mezcla de razas. Del total de la población, el 2.61% eran hispanos o latinos de cualquier raza.

### Censo de 2010
Según el censo de 2010, en ese momento había 83 personas residiendo en la localidad. La densidad de población era de 109,21 hab./km². Había 38 viviendas, con una densidad de 50/km². La totalidad de los habitantes eran blancos.

### Censo de 2000
Según el censo de 2000, en ese momento había 31 hogares. En el 41,9% había menores de 18 años, el 74,2% pertenecía a parejas casadas, el 16,1% tenía a una mujer como cabeza de familia, y el 9,7% no eran familias. El 9,7% de los hogares estaba compuesto por un único individuo, y el 3,2% pertenecía a alguien mayor de 65 años viviendo solo. El tamaño promedio de los hogares era de 2,74 personas, y el de las familias de 2,89.
La población estaba distribuida en un 23,5% de habitantes menores de 18 años, un 7,1% entre 18 y 24 años, un 32,9% de 25 a 44, un 24,7% de 45 a 64, y un 11,8% de 65 años o mayores. La media de edad era 38 años. Por cada 100 mujeres había 97,7 hombres. Por cada 100 mujeres de 18 años o más, había 91,2 hombres.
Los ingresos medios de los hogares de la localidad eran de $32.500 y los ingresos medios de las familias eran de $38.438. Los hombres tenían ingresos medios por $30.625 frente a los $26.875 que percibían las mujeres. Los ingresos per cápita para la localidad eran de $17.478. El 6,5% de la población y el 10,3% de las familias estaban por debajo del umbral de pobreza. El 13,3% de los menores de 18 años vivían por debajo del umbral de pobreza.

## Geografía
Según la Oficina del Censo de los Estados Unidos, la localidad tiene un área de 1,43 km², correspondientes en su totalidad a tierra firme.